# Mangabei del riu Tana
El mangabei del riu Tana (Cercocebus galeritus) és una espècie de primat de la família dels cercopitècids.
És un mico esvelt amb la cua llarga. Té el cos de color gris groguenc a la part dorsal i més clar a la part ventral. Té una mata fosca al cim del cap i la meitat posterior de la cua també és fosca.
És endèmic de les zones de bosc riberenc del curs inferior del riu Tana (sud-est de Kenya).